# Салпарово
Салпа́рово (рос. Салпарово, башк. Салпар) — присілок у складі Дюртюлинського району Башкортостану, Росія. Входить до складу Таймурзинської сільської ради.
Населення — 85 осіб (2010; 75 у 2002).
Національний склад:
- башкири — 76 %